# Hjelmelandsvågen
Hjelmelandsvågen este o localitate din comuna Hjelmeland, provincia Rogaland, Norvegia, cu o suprafață de 0,66 km² și o populație de 573 locuitori (2013).